# جواو روجاس
جواو روجاس هو لاعب كرة قدم إكوادوري في مركز نصف الجناح، ولد في 16 أغسطس 1997 في El Guabo Canton ‏ في الإكوادور. لعب مع نادي إيميلك.

## وصلات خارجية
- جواو روجاس على موقع قاعدة بيانات كرة القدم.إي يو (الإنجليزية)
- جواو روجاس على موقع ناشيونال فوتبول تيمز (الإنجليزية)
- جواو روجاس على موقع Soccerway.com (الإنجليزية)